# 밝은 청색 변광성

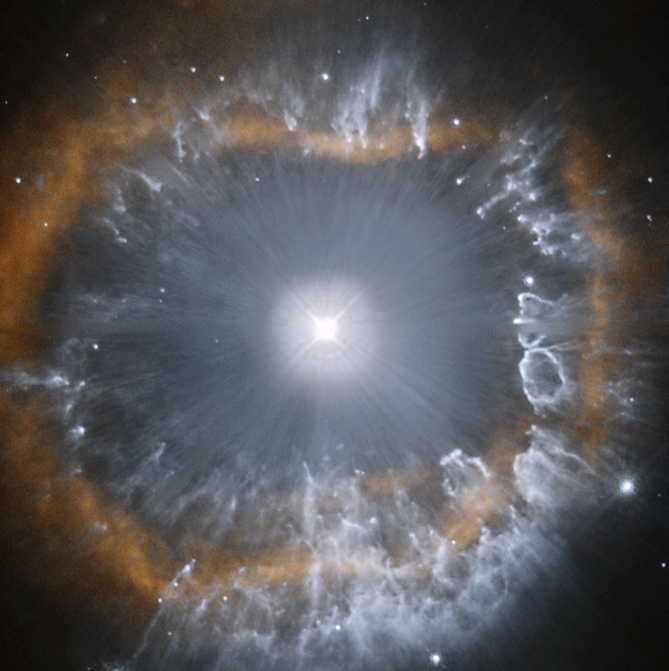
LBV의 대표적 예인 용골자리 AG. 허블 우주 망원경 촬영.

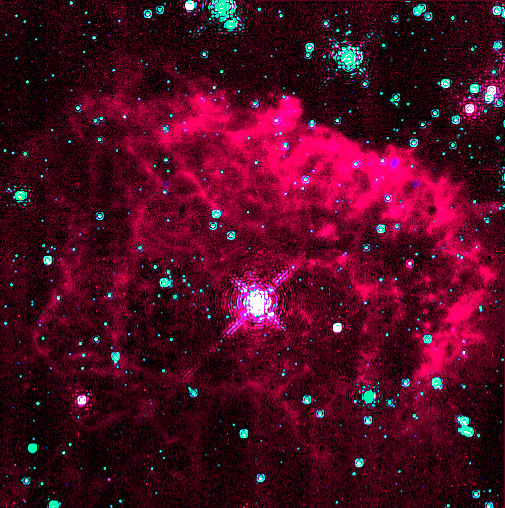
피스톨 별의 질량은 태양의 약 150배에 육박 한다.

밝은 청색 변광성(LBV, Luminous Blue Variables)은 밝기와 스펙트럼의 변화가 변덕스럽고 그 폭이 크며, 질량이 크고 항성 진화 단계의 후반부를 지나고 있는 항성이다. 다른 말로 대마젤란 성운에 있는 아주 밝은 별 황새치자리 S의 이름을 따서 황새치자리 S형 변광성이라고 부르기도 한다. 이 별들은 아주 희귀하여 '변광성 일반 목록'(GCVS)에는 황새치자리 S형 변광성에 20개만이 등록되어 있고 그나마 이들 중 상당수는 LBV가 아닌 것으로 보인다.

## 물리적 특징
밝은 청색변광성(이하 LBV)은 불안정한 상태에 있는 초거성 또는 극대거성이다. LBV는 '조용한' 상태일 때 가장 어두운데 밝기는 태양의 약 25만 배 정도이다. 분광형은 B에 특이한 방출선이 스펙트럼에 나타나며 헤르츠스프룽-러셀 도표상 유효온도 1만 켈빈 근처에 위치한다. 반면 가장 밝을 때는 표면 온도가 2만 5천 켈빈까지 상승하고 전체광도는 태양의 100만 배 정도까지 밝아져서 발견된 우주 별들 중 가장 밝은 반열에 들어간다. 평범한 '폭발' 과정에서 표면 온도는 8500 켈빈까지 떨어지나 복사등급은 폭발 전과 비슷한데, 이는 우리 눈으로 볼 때 좀 더 밝아진다는 뜻이다. 불규칙한 간격을 두고 LBV는 대규모의 폭발을 일으키는데, 폭발 중에는 광도가 크게 올라가며 질량을 잃는 속도가 빨라진다. 이 폭발이 너무 강렬해서 이전 성표에는 이들 중 몇몇을 초신성으로 기록한 적도 있다. 반복적인 폭발로 LBV 주변에는 보통 성운이 둘리어 있다. 용골자리 에타는 LBV 중 가장 밝고 자세히 연구가 이루어진 천체이나 전형적인 LBV는 아닐 수 있다.
LBV의 질량은 이론상 항성 질량의 상한선이라는 태양의 150배에 이른다. 만일 질량이 150배 이상일 경우, 자체 중력보다 복사압이 강해져 항성이 형체를 유지할 수 없게 된다. 이들은 항성풍이 자신의 질량을 꾸준히 우주 공간으로 날려 보내는 덕분에 유체정역학적 균형을 겨우 유지하고 있다.
거대한 질량 및 밝기로 인하여 이들의 수명은 길어야 수백만 년 정도에 불과하다.
현 이론에 의하면, 밝은 청색변광성은 여분의 질량을 외부로 분출하는 진화단계에 있다. 밝은 청색변광성에 대한 연구는 1980년대부터 이루어져 왔지만, 질량 방출의 원인은 정확히 밝혀져 있지 않다. 이들이 외포층의 가스를 우주 공간으로 날리는 모습은 마치 간헐천의 물이 뿜어져 나오는 것이나 화산 폭발로 가스가 분출하는 것과 흡사하다.
밝은 청색변광성은 초신성이 되기 전 울프-레이에별의 단계를 거칠 것으로 생각된다.

## 밝은 청색 변광성의 목록
- 용골자리 에타
- 피스톨 별
- AT 2016blu
- LBV 1806-20
- 백조자리 P
- 황새치자리 S
- HD 269850(=R127)
- HD 269006(=R71)
- 용골자리 AG
- 용골자리 HR
- 레이 17-96
- 안드로메다자리 AF
- 안드로메다자리 AE
- HD 5980
- 샌덜릭 -69도 202a. 초신성 1987A의 본체로, 지금은 남아있지 않다.
- 궁수자리 V4998
- 궁수자리 V4650

## 같이 보기
- 극초신성
- 극대거성

## 참고 문헌
1. ↑  “GCVS Variability Types”. General Catalogue of Variable Stars @ Centre de données astronomiques de Strasbourg, Moscow, Russia. 2009년 2월 12일. 2010년 11월 24일에 확인함.
2. ↑  Joyce Ann Guzik and Catherine C. Lovekin (2012). “Pulsations and Hydrodynamics of Luminous Blue Variable Stars”. 《Astronomical Review》 7 (2): 13–47. 2014년 9월 16일에 원본 문서에서 보존된 문서. 2015년 1월 17일에 확인함.
3. ↑  Humphreys, Roberta M.; Davidson, Kris. “The luminous blue variables: Astrophysical geysers”. 《Astronomical Society of the Pacific》 106: 1025 ~ 1051.